# Episodi de Il nostro amico Kalle (quinta stagione)
| nº    | Titolo originale          | Titolo italiano        | Prima TV Germania | Prima TV Italia   |
| ----- | ------------------------- | ---------------------- | ----------------- | ----------------- |
| 1-59  | Freunde für immer         | Amici per sempre       |                   | 21 agosto 2015    |
| 2-60  | Kalle in der Falle        | Una trappola per Kalle |                   | 24 agosto 2015    |
| 3-61  | Feuerteufel               | Il piromane            |                   | 25 agosto 2015    |
| 4-62  | Stille Wasser sind tief   | Una ragazza in fuga    |                   | 26 agosto 2015    |
| 5-63  | Jagdsaison                | Stagione di caccia     |                   | 27 agosto 2015    |
| 6-64  | Herzenswunsch             | Una cara vecchietta    |                   | 28 agosto 2015    |
| 7-65  | Das Wunder von Flensburg  | Il miracolo            |                   | 31 agosto 2015    |
| 8-66  | Vandalen in Flensburg     | Vandali                |                   | 1º settembre 2015 |
| 9-67  | Katzenfreunde             | La scomparsa di Madame |                   | 2 settembre 2015  |
| 10-68 | Freitag, der 13.          | Venerdì 13             |                   | 3 settembre 2015  |
| 11-69 | Kleine Bälle, großer Zoff | Il golf club           |                   | 4 settembre 2015  |
| 12-70 | Dienstfahrt nach Hamburg  | Viaggio ad Amburgo     |                   | 5 settembre 2015  |